# Трус, Балбес и Бывалый
Трус, Балбе́с и Быва́лый — трио комических персонажей, мелких правонарушителей из советского кинематографа. Наиболее известны по фильмам Леонида Гайдая, где их роли исполнили соответственно Георгий Вицин, Юрий Никулин и Евгений Моргунов.

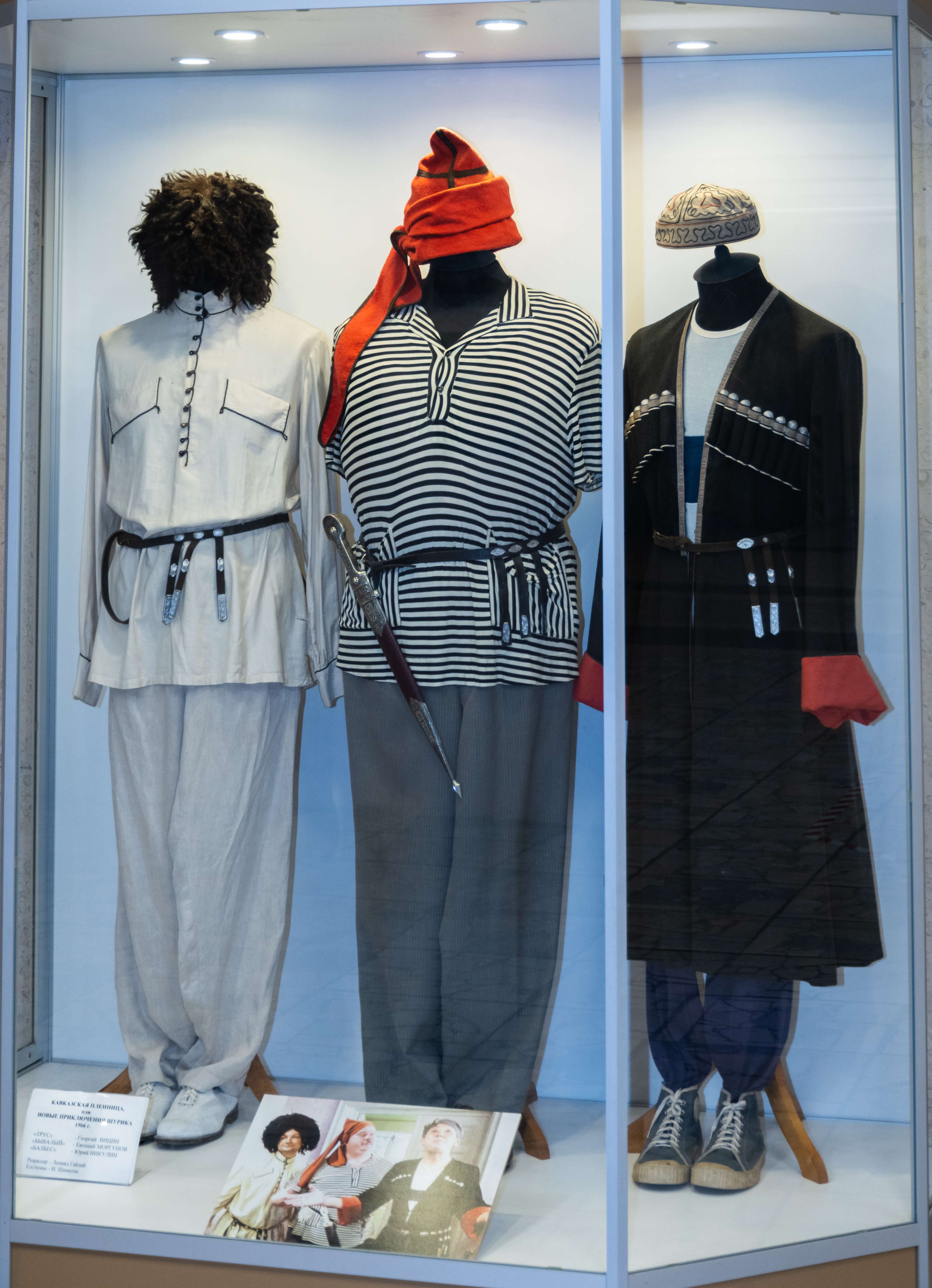
Костюмы Труса, Балбеса и Бывалого в музее Мосфильма

## Состав трио
- Трус (Георгий Вицин) — нервный, сентиментальный и слабовольный ипохондрик. Зимой закутан в рыжую шубу, меховую шапку и другие тёплые вещи, летом носит интеллигентскую шляпу и светлый пиджак, говорит обычно высоким голосом.
- Балбес (Юрий Никулин) — жизнерадостный легкомысленный любитель выпить, обладатель легко краснеющего носа. Зимой носит оранжевую вязаную шапку, летом — тюбетейку.
- Бывалый (Евгений Моргунов) — сильный, толстый, наглый мужчина с бритой наголо головой, неформальный лидер шайки. Зимой носит добротное двубортное пальто, сапоги-бурки и каракулевую шапку, летом одевается по ситуации, иногда с местным колоритом.

## Предыстория

Памятник в г. Иркутск

Идея снять короткометражный фильм о трёх браконьерах-рыболовах (первое появление трио на экране) возникла у Леонида Гайдая, получившего от своего учителя Ивана Пырьева задание снять комедию, по прочтении фельетона «Пёс Барбос и необычный кросс» украинского поэта Степана Олейника. В фельетоне было три действующих персонажа-рыболова — два Николы и Гаврила, — а также собака по кличке Барбос. Та газетная публикация сопровождалась рисунками, которые и наметили типажи Труса, Балбеса и Бывалого: Гаврила (будущий Бывалый) — крупный мужчина, чертами лица напоминающий известного актёра Алексея Смирнова, оба Николы имели сходство с Никулиным. Прочтя фельетон, Гайдай написал собственный сценарий фильма, при этом сознательно сделав разными характеры двух Никол — для больших возможностей фильма.

## Подбор актёров

Памятник Бывалому, Балбесу и Трусу в Перми.

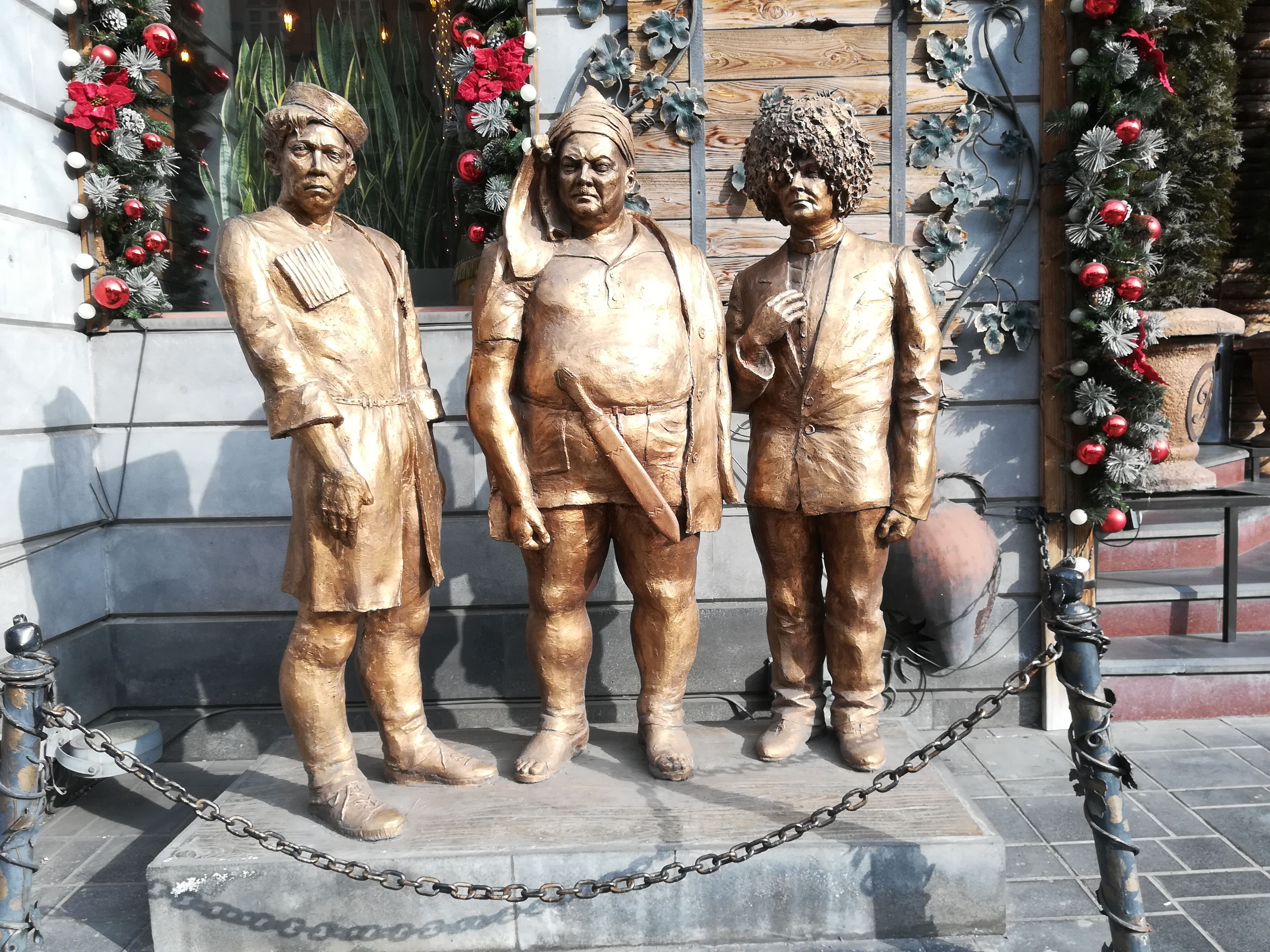
Скульптурная группа в Ереване (угол ул. Амиряна/ул. Теряна)

По рассказу директора Музея трёх актёров Владимира Цукермана, на роль Труса с первого раза, без проб, был утверждён только Георгий Вицин (Гайдай видел в этой роли только его).
На роль Балбеса пробовался Сергей Филиппов, Гайдай размышлял также о Борисе Новикове. Но, как вспоминал сам Никулин, он был фаворитом с самого начала:
Кто-то из помощников Леонида Гайдая рассказывал потом: — Когда вас увидел Гайдай, он сказал: «Ну, Балбеса искать не надо. Никулин — то, что нужно».
На роль Бывалого был приглашён Иван Любезнов, который отказался из-за плохой физической формы — ему было тяжело бегать от собаки. Моргунов был взят по рекомендации Ивана Пырьева, предлагавшего сначала Игоря Ильинского (но тот оказался занят). Ещё одной кандидатурой был Михаил Жаров, но тот, как и Любезнов, отказался из-за предполагавшейся по сюжету беготни (ему было уже за 60). Бывалым мог стать и Станислав Чекан.
Исполнявший роль неформального лидера троицы Бывалого Евгений Моргунов был самым молодым из трёх актёров (1927 г. р.), а игравший зависимого и инфантильного Труса Георгий Вицин — самым старшим (1917 г. р.).
Георгий Вицин, Юрий Никулин и Евгений Моргунов любили разыгрывать импровизированные сценки в образе своих персонажей, забавляя знакомых.

## Дальнейшая история
После первых короткометражек Гайдай не планировал возвращаться к этим персонажам в своём творчестве, но в 1963 году его уговорил сделать это Морис Слободской, приступивший к работе в новой гайдаевской картине «Операция „Ы“», причём Гайдай сопротивлялся. А в 1965 году, ещё до премьеры «Операции Ы…», создать ещё один фильм о Шурике и троице Гайдая умоляли уже Слободской и Костюковский. Рабочий вариант сценария имел название «Шурик в горах» и включал две части, одна из них впоследствии стала фильмом «Кавказская пленница», вторая — о поисках Шуриком снежного человека — была Гайдаем отвергнута. Несмотря на то, что задуманный сценарий одобрялся мосфильмовским начальством, сценарно-редакционная комиссия подвергла проект жёсткой критике, утверждая, что троица себя изжила, утяжеляет фильм и т. д. Поначалу отказывался сниматься и Никулин, не желавший быть прославленным как Балбес. Гайдай пообещал, что троицы в фильме не будет, а Костюковского и Слободского заставил поклясться, что они задействуют троицу в последний раз.
Гайдай получал массу писем от кинозрителей с просьбами снимать трио ещё и ещё. Сценарист Дыховичный говорил ему: «Вы, Леонид Иович, таких типов нашли — на всю жизнь хватит. Их можно куда угодно поместить, хоть в космос». Однако на худсовете, обсуждавшем фильм, против трио выступили Майя Туровская (перекривлялись), Эльдар Рязанов (раздражает), Виктор Авдюшко (троица уже устала), Б. Кремнёв (надо сократить). Гайдай возражал.
Троица перестала существовать для Гайдая после его ссоры с Моргуновым во время работы над «Кавказской пленницей». Натянутые отношения с режиссёром установились у артиста ещё на съёмках «Самогонщиков». Тогда Моргунова «проработал» Пырьев, поклонник артистической тройки. Никулин тоже был раздражён излишними повторениями этих персонажей. Тем не менее Трус, Балбес и Бывалый ещё несколько раз появлялись вместе в фильмах других режиссёров, часто в эпизодических ролях. В последние годы жизни режиссёра примирение Гайдая и Моргунова всё же состоялось.

## Участие в фильмах

### «Пёс Барбос и необычный кросс» (1961) и «Самогонщики» (1961)
Троица впервые появляется в короткометражных фильмах «Пёс Барбос и необычный кросс» и «Самогонщики», которые вышли в составе киноальманахов «Совершенно серьёзно» и «Сборник комедийных фильмов». Здесь трио занимается браконьерством и самогоноварением. В обоих случаях сообщники терпят фиаско, этому способствует пёс Барбос.

### «Дайте жалобную книгу» (1965)
Фильм Эльдара Рязанова. Трус, Балбес и Бывалый появляются в эпизодической роли коллег в ресторане, успев стать участниками драки, к концу фильма Труса и Балбеса показывают на рабочем месте — в магазине верхней одежды в ролях соответственно продавца (Никулин) и заведующего отделом (Вицин). При этом Бывалый, судя по контексту (в начале фильма Вицин говорит: «Директор будет с нами», имея в виду Моргунова), занимает должность директора этого магазина.

### «Операция «Ы» и другие приключения Шурика» (1965)

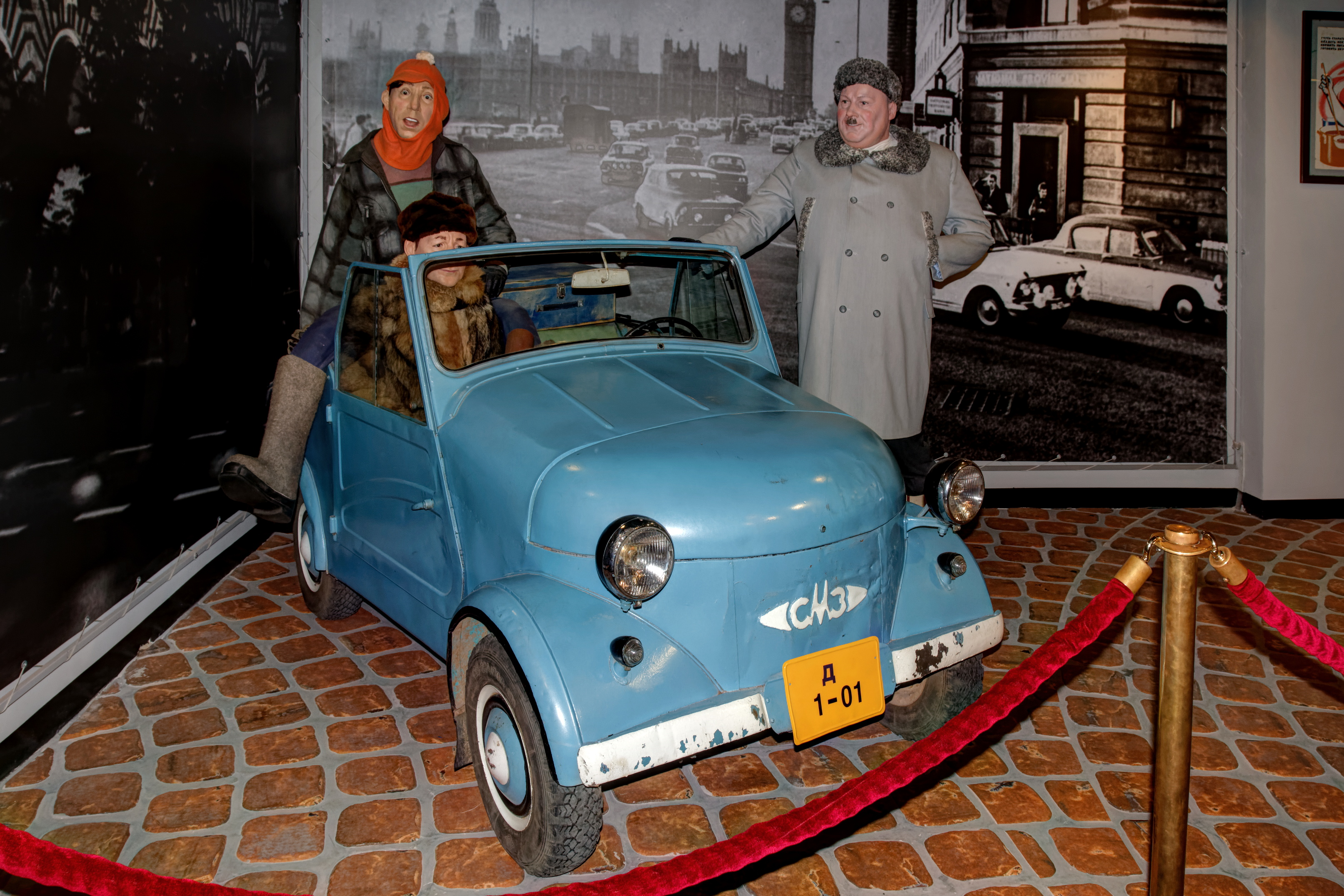
Автомобиль Бывалого СМЗ С-3А, после фильма автомобиль-мотоколяска получил «народное» прозвище «моргуновка»

В третьей части серии коротких новелл Трус, Балбес и Бывалый сходятся в схватке с другим персонажем Гайдая — студентом Шуриком. Нанятые проворовавшимся заведующим складом, они пытаются инсценировать ограбление. Шурик, случайно оказавшийся охраняющим склад, воспринимает их всерьёз и оказывает вооружённое сопротивление. Ограбление оказывается неудачным, и троицу, усыплённую собственным хлороформом, сдают в милицию.

### «В первый час» (1965)
На «Голубом огоньке» Трус, Балбес и Бывалый предстали в образе скрипачей, веселивших людей.

### «Сказки русского леса» (1966)
Новогодний музыкальный фильм, в котором Трус, Балбес и Бывалый сыграли браконьеров. Также Балбес поёт полную версию песни «Если б я был султан».

### «Кавказская пленница, или Новые приключения Шурика» (1966)
Трус, Балбес и Бывалый подрабатывают мелкой халтуркой на Кавказе. Их нанимают местный функционер Саахов и его водитель Джабраил для похищения девушки Нины, племянницы Джабраила, которую хотят насильно выдать замуж за Саахова. В девушку влюблён студент Шурик, схватку с которым персонажам предстоит проиграть. Это единственный фильм, где показан суд над шайкой.

### «Семь стариков и одна девушка» (1968)
Фильм Евгения Карелова, в котором Трус, Балбес и Бывалый появляются в эпизодической роли грабителей: они похищают деньги у инкассатора, но в результате организованной с участием героев фильма погони деньги возвращают государству.

### «Пожара не будет!» (1971)
В этом фильме Вицин, Моргунов, Никулин появились вместе, только в ролях Ивана, Пети, директора магазина.

### «Эти невероятные музыканты, или Новые сновидения Шурика» (1977)
В этом фильме-концерте Трус и Бывалый снялись в роли музыкантов, они изображали то скрипачей, то вокалистов. Бывалый играл на аккордеоне, на балалайке и на скрипке, Трус — на трубе.

### «Комедия давно минувших дней» (1980)
Трус и Бывалый противостоят, а потом помогают Кисе Воробьянинову и Остапу Бендеру в поисках клада. Это последний в облике оригинальных актёров случай появления шайки, причём уже без Балбеса — Никулин отказался от участия, считая образ «замыленным».

### «Происшествие в стране Мульти-Пульти» (1981)

Обложка грампластинки

Трус, Балбес и Бывалый как разбойники из «Бременских музыкантов» стали антагонистами в детских пьесах Аркадия Хайта «Происшествие в стране Мульти-Пульти» (1973) и «Спортивные страсти в стране Мульти-пульти» (1975). В 1981 году «Происшествие в стране Мульти-Пульти» вышла в виде музыкальной сказки на пластинке (режиссёр Л. Шимелов, запись 1981 года, выпущена в 1982 году). Георгий Вицин, Юрий Никулин и Евгений Моргунов разговаривали и пели за своих персонажей.

## Другие появления

### В мультфильме «Бременские музыканты»

Разбойники в мультфильме «Бременские музыканты»: Слева направо: Балбес, Бывалый, Трус

Бронзовые скульптуры разбойников из «Бременских музыкантов» в Хабаровске.

Образы Труса, Балбеса и Бывалого были перенесены в мультфильмы «Бременские музыканты», «По следам бременских музыкантов» и «Новые бременские», где троица появляется в качестве разбойников с большой дороги. Их предводителем здесь становится Атаманша. Трус, Балбес и Бывалый изображены в экзотических (османских) головных уборах (папахе, тюбетейке и башлыке, закрученном на манер тюрбана, соответственно), которые носили в «Кавказской пленнице».

### В кино, в исполнении других актёров
В 1991 году в Украинской ССР был создан фильм «Капитан Крокус и тайна маленьких заговорщиков», в котором эпизодически появились Трус (Олег Сиротенко), Балбес (Сергей Гаврилюк) и Бывалый (Сергей Сивохо). Примечательно, что в этом фильме также появился и Юрий Никулин, но в роли самого себя.
В 2014 году в ремейке фильма «Кавказская пленница» троицу изобразили Семен Стругачев (Трус), Николай Добрынин (Балбес) и Сергей Степанченко (Бывалый).
В новогодней экранизации аудиосказки «Происшествие в стране Мульти-Пульти», снятой в 2022 году, героев сыграли Александр Петров (Трус), Данила Козловский (Балбес) и Сергей Бурунов (Бывалый).

### В поэзии
Образ великолепной троицы иногда возникает в современной русской поэзии. Самый характерный случай — финал известного стихотворения Сергея Гандлевского 1990 года «Косых Семён. В запое с Первомая…»:
…Супруг супруге накупил обнов,
Врывается в квартиру, смотрит в оба,
Распахивает дверцы гардероба,
А там — Никулин, Вицин, Моргунов.

### В рекламе
Образ из мультфильма был использован в рекламе пива «Белый медведь», вместе с песней про медведей из «Кавказской пленницы». Ролик был впоследствии запрещён по экологическим соображениям: в нём Трус, Балбес и Бывалый выбрасывали бутылки из-под пива в воду, подавая нехороший пример.

### В играх
- В русскоязычных версиях операционных систем Windows (от Windows 95 до Windows 7 включительно) имена Труса, Балбеса и Бывалого используются в качестве имён противников по умолчанию в карточной игре «Червы».
- Троица появляется как противники главного героя в игре-квесте по мотивам мультфильма «Новые бременские музыканты».
- В компьютерной игре «Аллоды Онлайн» Трус, Балбес и Бывалый используются в качестве названий игровых персонажей — гоблинов-ремонтников на астральных кораблях.
- Также появлялись в серии игр «Петька и Василий Иванович» — в игре «Петька 007: Золото Партии» эпизодически и в игре «Петька VIII: Покорение Рима» в роли бандитов, сжёгших Кукуево, и в роли посланников Сената в Древнем Риме[7].
- В компьютерной игре Atom RPG образы Труса, Балбеса и Бывалого использованы для персонажей Козыря, Лыжни и Усатого соответственно.
- В сентябре 2023 года в компьютерных играх «World of Tanks» и «World of Warships» в рамках сотрудничества с «Мосфильмом» появился набор с героями троицы, надписи со знаменитыми цитатами и обликом «Красный кабриолет» для танков и советского эсминца «Грозовой»[8]